# Thomas Agar-Robartes (1er baron Robartes)
Pour les autres membres de la famille, voir Famille Agar (Angleterre).
Thomas James Agar-Robartes, 1er baron Robartes (18 mars 1808-9 mars 1882), est un homme politique britannique.

## Biographie

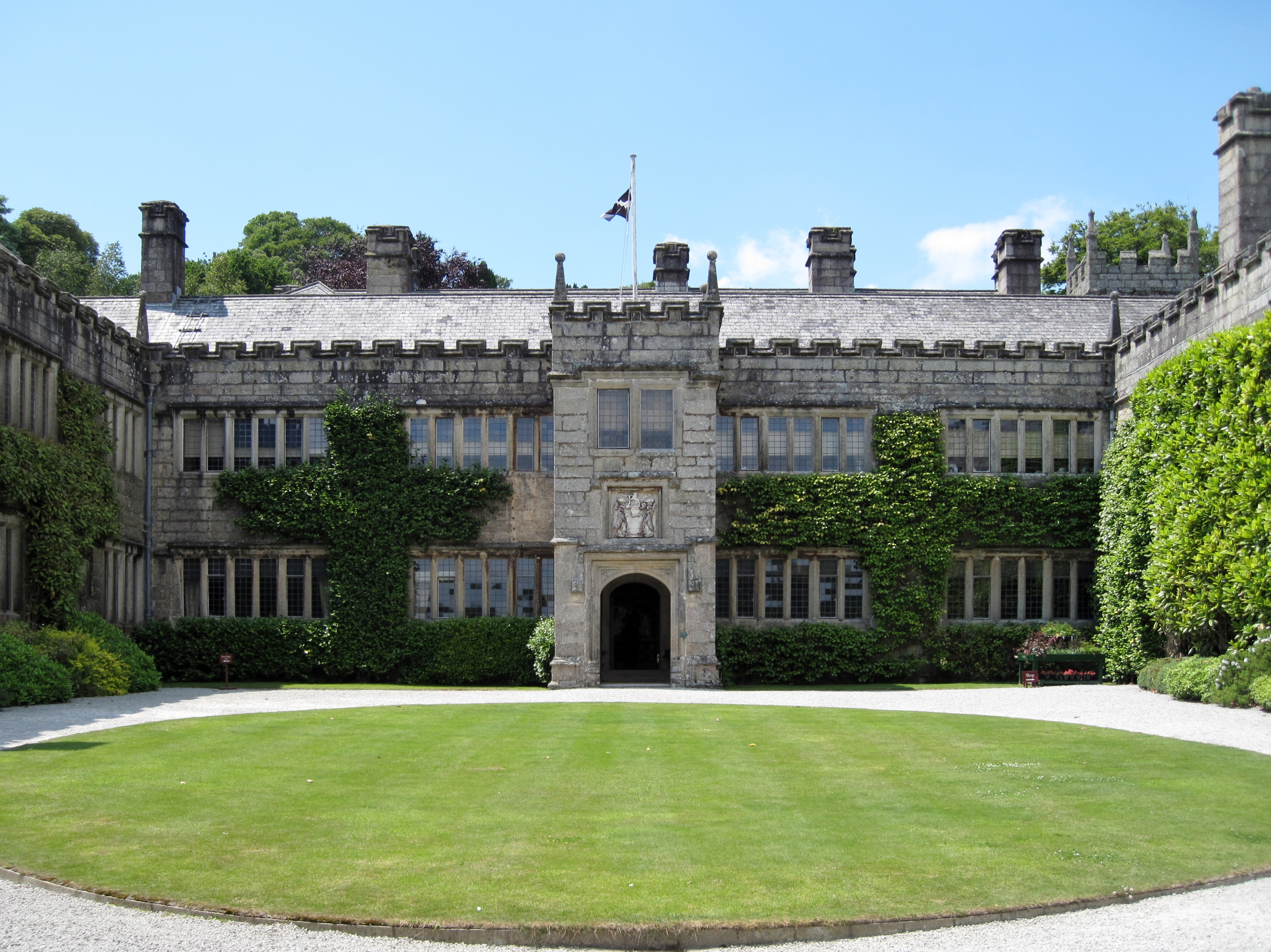
Lanhydrock House

Robartes est le fils de Charles Bagenal Agar, fils cadet de James Agar (1er vicomte Clifden). Sa mère est Anna Maria Hunt, héritière de Lanhydrock, petite-nièce de Henry Robartes, 3e comte de Radnor et 4e baron Robartes (dont les titres ont disparu en 1757). Il adopte le nom de Robartes en 1822 et hérite du domaine de Lanhydrock.
Il charge l'architecte George Gilbert Scott de rénover Lanhydrock House, mais en 1881, elle est gravement endommagée par un incendie au cours duquel sa femme est décédée des suites de l'inhalation de fumée.
Robartes est élu au Parlement pour Cornwall East en 1847, un siège qu'il occupe jusqu'en 1868. En 1869, la baronnie de Robartes tenue par les ancêtres de sa mère est relancée lorsqu'il est élevé à la pairie comme baron Robartes, de Lanhydrock et de Truro dans le comté de Cornouailles.
Lord Robartes est mort au 1 Dean Street, Park Lane, Londres le 9 mars 1882, âgé de 73 ans. Il épouse en 1839 Juliana Pole-Carew (1812–1881) fille d'Antony House et a un fils Thomas Agar-Robartes (6e vicomte Clifden), qui lui succède à la baronnie et à Lanhydrock. En 1899, Thomas succède également à son cousin en tant que sixième vicomte Clifden.